# النكنغة (كجيد)
النکنغة (بالفارسية: النکنگه) هي قرية تقع في إيران في قسم کجيد الريفي. يقدر عدد سكانها بـ 8 نسمة .